# Kaliumtellurit
Kaliumtellurit ist eine anorganische chemische Verbindung des Kaliums aus der Gruppe der Tellurite, die gewöhnlich als Trihydrat vorliegt.

## Gewinnung und Darstellung
Kaliumtellurit kann durch Reaktion von Tellurdioxid mit Kaliumhydroxid oder Kaliumcarbonat gewonnen werden. Je nach Mischungsverhältnis können dabei auch Kaliumditellurit K2Te2O5, Kaliumtritellurit oder Kaliumtetratellurit K2Te4O9 entstehen.

## Eigenschaften
Kaliumtellurit ist ein weißer Feststoff, der in Wasser mit alkalischer Reaktion löslich ist. Bei Erwärmung auf 460–470 °C erfolgt Zersetzung durch Aufnahme von Sauerstoff und Bildung von Kaliumtellurat. Das Trihydrat besitzt eine Kristallstruktur mit der Raumgruppe Pnma (Raumgruppen-Nr. 62). Das Anhydrat besitzt eine trigonale Kristallstruktur mit der Raumgruppe P3 (Raumgruppen-Nr. 147).

## Verwendung
Kaliumtellurit wird in Lösungen 1:50000 zur Erkennung lebender pathogener Bakterien (z. B. Diphtheriebakterien) in Seren und dergleichen verwendet. Diese rufen durch Reduktion charakteristische Schwärzung hervor.